# Wer nur den lieben Gott läßt walten, BWV 93
Wer nur den lieben Gott lässt walten (BWV 93) ist eine Kirchenkantate von Johann Sebastian Bach. Er schrieb sie in Leipzig für den 5. Sonntag nach Trinitatis und führte sie am 9. Juli 1724 zum ersten Mal auf. Sie ist eine Choralkantate in seinem 2. Jahreszyklus und basiert auf dem Lied Wer nur den lieben Gott lässt walten von Georg Neumark.

## Geschichte und Worte
Bach komponierte die Kantate in seinem zweiten Jahr in Leipzig für den 5. Sonntag nach Trinitatis. Die vorgeschriebenen Lesungen waren als Epistel 1 Petr 3,8–15 , „Heiliget Christum in euren Herzen“ und als Evangelium Lk 5,1–11 , der große Fischfang des Simon Petrus.
Die Kantate beruht auf dem Trostlied in sieben Strophen Wer nur den lieben Gott läßt walten, das Georg Neumark um 1641 dichtete und vermutlich auch vertonte. Es wurde erstmals in seiner Sammlung Fortgepflantzter musikalisch-poetischer Lustwald in Jena 1657 veröffentlicht. Das Lied bezieht sich in allgemeiner Form auf die Lesungen. Ein unbekannter Dichter behielt in symmetrischer Anordnung die erste, vierte und die letzte Strophe wörtlich bei und bearbeitete die übrigen Strophen zu ebenso vielen Rezitativen und Arien. In den Rezitativen 2 und 5 erweiterte er den Liedtext um freie Formulierungen, dabei baute er einen Hinweis auf das Evangelium in Satz 5 ein.
Bach führte die Kantate am 9. Juli 1724 erstmals auf. Von der ersten Aufführung sind nur die Continuo-Stimmen der ersten vier Sätze erhalten. Manuskripte der gesamten Kantate stammen von einer späteren Aufführung um 1732/1733, daher ist nicht sicher, ob die Kantate von Anfang an dieselbe Struktur hatte.

## Besetzung und Aufbau
Die Kantate ist besetzt mit vier Vokalsolisten, Sopran, Alt, Tenor und Bass, vierstimmigem Chor, zwei Oboen, zwei Violinen, Viola und Basso continuo.
1. Coro: Wer nur den lieben Gott läßt walten
2. Recitativo (+ Choral, Bass): Was helfen uns die schweren Sorgen?
3. Aria (Tenor): Man halte nur ein wenig stille
4. Aria Duetto (Sopran, Alt): Er kennt die rechten Freudenstunden
5. Recitativo (+ Choral, Tenor): Denk nicht in deiner Drangsalhitze
6. Aria (Sopran): Ich will auf den Herren schaun
7. Choral: Sing, bet und geh auf Gottes Wegen

## Musik
Im zentralen Duett spielen Violinen und Viola die Choralmelodie. Bach bearbeitete diesen Satz später zu einem seiner Schübler-Choräle, BWV 647.
Der Eingangschor ist ein Concerto von drei Klangkörpern: Das Orchester, dominiert von den beiden Oboen, spielt eine Einleitung und Ritornelle, der Cantus firmus liegt im Sopran, die Unterstimmen beginnen vor dem Sopran-Einsatz jeder Zeile und singen während der Schlussnote weiter.
Die Sätze 2 und 5 ähneln einander in ihrem Wechsel zwischen der leicht verzierten Choralmelodie und Rezitativ.
In der ersten Arie benutzt Bach ein Motiv, das den Anfang der Choralmelodie nach Dur wendet, um Gottvertrauen auszudrücken. Die Kantate endet mit einem schlichten vierstimmigen Satz.

## Einspielungen
LP / CD
- J. S. Bach: Cantatas BWV 93 & BWV 131. Hans Thamm, Windsbacher Knabenchor, Consortium Musicum, Teresa Żylis-Gara, Ingeborg Ruß, Peter Schreier, Franz Crass. EMI Electrola, 1966.
- Bach Cantatas Vol. 3 – Ascension Day, Whitsun, Trinity. Karl Richter, Münchener Bach-Chor, Münchener Bach-Orchester, Edith Mathis, Anna Reynolds, Peter Schreier, Dietrich Fischer-Dieskau. Archiv Produktion, 1975.
- Die Bach Kantate Vol. 14. Helmuth Rilling, Gächinger Kantorei, Bach-Collegium Stuttgart, Arleen Augér, Ann Murray, Adalbert Kraus, Walter Heldwein. Hänssler, 1979.
- J. S. Bach: Das Kantatenwerk – Sacred Cantatas, Vol. 5. Nikolaus Harnoncourt, Tölzer Knabenchor, Concentus Musicus Wien, Solist des Tölzer Knabenchor, Paul Esswood, Kurt Equiluz, Ruud van der Meer. Teldec, 1979.
- J. S. Bach: Complete Cantatas, Vol. 21. Ton Koopman, Amsterdam Baroque Orchestra & Choir, Deborah York, Franziska Gottwald, Paul Agnew, Klaus Mertens. Antoine Marchand, 2000.
- J. S. Bach: Cantatas for the Complete Liturgical Year, Vol. 5. Sigiswald Kuijken, La Petite Bande, Siri Thornhill, Petra Noskaiová, Christoph Genz, Jan van der Crabben. Accent, 2005.

DVD
- Johann Sebastian Bach: Wer nur den lieben Gott läßt walten. Rudolf Lutz, Chor und Orchester der J. S. Bach-Stiftung, Miriam Feuersinger, Jan Börner, Julius Pfeifer, Markus Volpert. Samt Einführungsworkshop sowie Reflexion von Michael von Brück. Gallus-Media, 2011.